# Ulf Elfving
Ulf Wiking Elfving, född 27 november 1942 i Solna församling, Stockholms län, är en svensk journalist. Han är mest känd som programledare i radio, för exempelvis Upp till tretton och Efter tre, men även som programledare i TV. 

## Karriär
Elfving inledde sin karriär på Sveriges Radio under 1960-talet genom en discjockeytävling. Han började som hallåa i melodiradion och blev programledare för Svensktoppen 1966 vilket han var fram till 1973. Under 1970-talet var han även programledare för Skivspegeln. För Sveriges Television var han programledare i Melodifestivalen 1977, 1978 och 1979 och Sveriges TV-kommentator i Eurovision Song Contest i 1977–1983 och 1986.
Fram till 1990-talet var Elfving programledare i Sveriges Radio. Han var stående värd för programmet Upp till tretton från starten 1970 och han ledde Efter tre från slutet av 1980-talet. Efter tre var ett samhällsprogram som fick två miljoner lyssnare och som 1989 gav honom Stora Journalistpriset. Därefter gick han till P6 och senare Rix FM, där han gjorde programmet Fem-i-tre. Han har senare varit programledare på den lokala Sveriges Radio P4-kanalen – P4 Stockholm 103,3 – och även i P4 Riks med programmet Elfving möter. Sedan våren 2023 gör han podden Lördagsgodis tillsammans med Artur Ringart.

## Intervjuteknik
Elfvings mjuka sätt har gjort honom effektiv som utfrågare. Hans "omvända skjutjärnsjournalistik", inte minst under tiden med Efter tre, ledde till många avslöjanden av aktuella mediepersonligheter. Elfvings intervjumetod har syftet att inge förtroende hos den intervjuade.

## Utmärkelser
- Riddare av första klassen av Vasaorden (RVO1kl), 30 april 2025.[7]

## Övrigt
Ulf Elfving var hedersmedlem i Nintendoklubben och skrev kåserier i klubbtidningen 1989.
Asteroiden 15674 Elfving är uppkallad efter honom.